# Cristian Nápoles
Cristian Nápoles (Cuba, 27 de noviembre de 1998) es un atleta cubano especializado en la prueba de triple salto, en la que consiguió ser campeón mundial juvenil en 2015.

## Carrera deportiva
En el Campeonato Mundial Juvenil de Atletismo de 2015 ganó la medalla de oro en el triple salto, con un salto de 16.13 metros, superando al chino Du Mingze y a su paisano cubano Julio César Carbonell (bronce con 15.70 metros).